# LOT (авиакомпания)

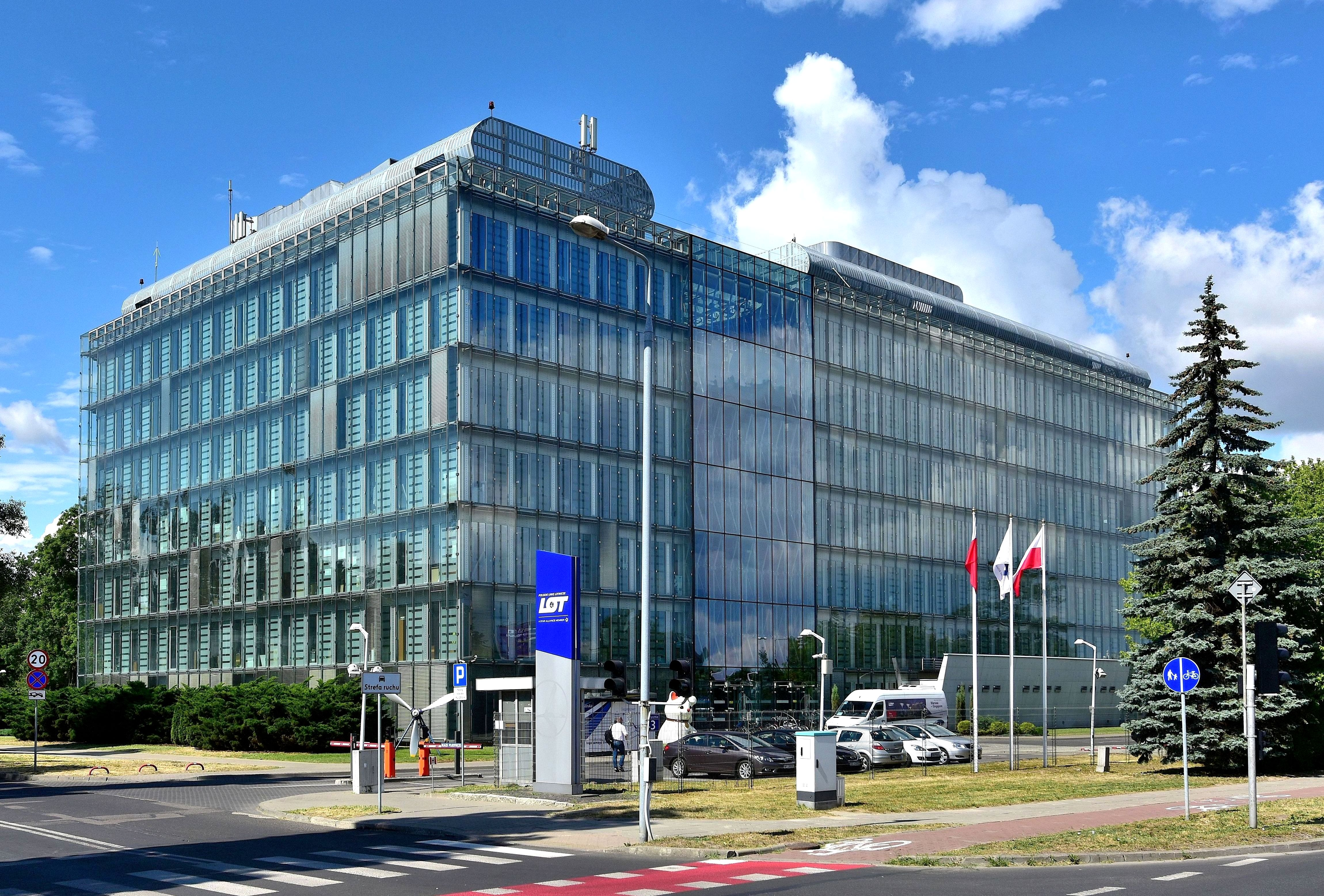
Штаб-квартира авиакомпании LOT в Варшаве, 2018 год.

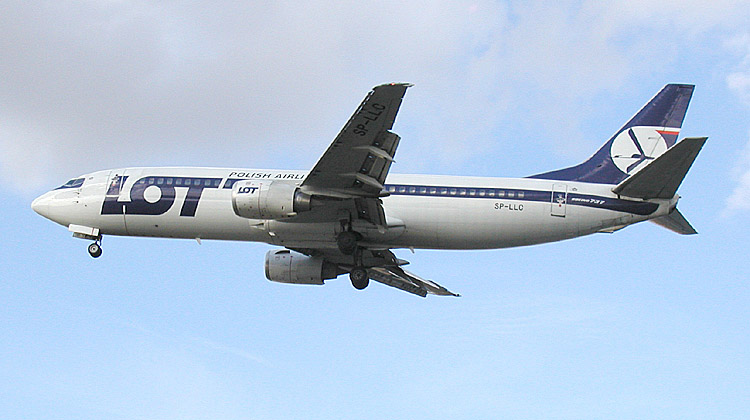
Боинг 737-45D авиакомпании Лот, Июль 2002 года.

Польские Авиалинии LOT (пол. Polskie Linie Lotnicze LOT) — польская авиакомпания. Совершает полёты в 49 городов в 31 стране. Является членом Star Alliance.

## Общие сведения
Датой основания авиакомпании считается 1 января 1929 года. Первым международным перелётом стал рейс в Бухарест, выполненный 1 апреля 1930 года.
Владельцами авиакомпании являются Польское казначейство (99,82%), компания TFS Silesia (0,144%) и некоторые нынешние и бывшие сотрудники компании (0,036%).
Авиакомпания является членом Star Alliance и владельцем дочерних компаний: LOT Travel, CEES, WRO-LOT, LOTNIK1, а также марок LOT Charters, LOT Cargo, LOT Flight Academy. Авиакомпания также сотрудничает с эстонским перевозчиком Nordica, 49% акций которой принадлежат LOT.
На сегодняшний день основными пунктами назначения являются аэропорты Краков-Балице имени Иоанна Павла II, Катовице, Гданьск имени Леха Валенсы, Вроцлав имени Коперника, Познань-Лавица.
Штаб-квартира авиакомпании располагается в Варшаве, Польша.
Аэропортом приписки является аэропорт им. Фредерика Шопена в Варшаве.
Авиакомпании LOT принадлежал дочерний авиаперевозчик Eurolot, который занимался осуществлением пассажирских перевозок по территории Польши, а также, частично, Европы на самолётах Bombardier Q Dash 400, ATR 72 и ATR 42. Весной 2015 г. компания Eurolot объявила об окончании деятельности, самолёты переданы LOT. Также авиакомпании принадлежал лоу-кост перевозчик CentralWings, ликвидированный весной 2009 года.
Весной 2019 два Airbus A340-300 были взяты в лизинг у Air Belgium и задействованы для выполнения рейсов в Северную Америку, в частности Нью-Йорк и Чикаго.

## Маршрутная сеть авиакомпании
Авиарейсы внутренние: Быдгощ, Варшава, Вроцлав, Гданьск, Зелёна-Гура, Катовице, Краков, Лодзь, Познань, Жешув, Щецин.
Авиарейсы в страны бывшего СССР: Ереван, Баку, Тбилиси, Астана, Ташкент, Вильнюс, Кишинёв, Рига.
Авиарейсы международные:
-Европа: Острава, Милан, Кошице, Вена, Рига, Вильнюс, Амстердам, Будапешт, София, Задар, Лондон, Венеция, Загреб, Берлин, Франкфурт-на-Майне, Сплит, Дюссельдорф, Белград, Родос, Таллин, Женева, Мюнхен, Корфу, Париж, Гамбург, Бухарест, Клуж-Напока, Стокгольм, Гётеборг, Биллунн, Копенгаген, Дублин, Брюссель, Люксембург, Страсбург, Штутгарт, Цюрих, Любляна, Ницца, Барселона, Мадрид, Сараево, Дубровник, Подгорица, Тирана, Бургас, Стамбул, Приштина, Скопье, Самос, Лиссабон.
-Азия и Ближний Восток: Тель-Авив, Токио, Сеул, Бейрут, Каир, Астана, Дели, Тяньцзинь, Мумбаи, Дубай, Дубай.
-Северная Америка: Нью-Йорк, Чикаго, Торонто, Лос-Анджелес, Майами.

## Воздушный флот
В сентябре 2021 года флот LOT состоял из 75 самолётов, средний возраст которых 9,6 лет:

## Авиационные происшествия
Согласно данным с сайта Aviation Safety Network на самолётах LOT погибло 423 человека.
| Дата       | Воздушное судно             | Бортовой номер | Место                                                    | Жертвы  | Описание |
| ---------- | --------------------------- | -------------- | -------------------------------------------------------- | ------- | --- |
| 23.11.1937 | Douglas DC-2                | SP-ASJ         | Горы Пирин                                               | 6/6     | Столкнулся с горой во время полёта в плохую погоду. |
| 22.07.1938 | Lockheed L-14 Super Electra | SP-BNG         | Сучава                                                   | 14/14   | Упал на холм в грозу. Возможно самолёт ударило молнией. |
| 15.11.1951 | Ли-2                        | SP-LKA         | Лодзь                                                    | 16/16   | Сотрудники польского Департамента безопасности заставили пилота полететь с неисправным двигателем, несмотря на его несогласие. Самолёт разбился вскоре после взлёта.                                                                                              |
| 14.10.1957 | Ил-14                       | SP-LNF         | Около аэропорта Внуково (Москва)                         | 9/13    | в плохую погоду экипаж не выполнил указание диспетчера. Самолёт упал на землю около Внуково. 9 человек погибли. |
| 25.08.1960 | Ли-2                        | SP-LAL         | Недалеко от Тчева                                        | 6/?     | Самолёт польских правительственных чиновников выполнял обзорный полёт над разливом реки Вислы. Разбился по неизвестным причинам. |
| 19.12.1962 | Vickers Viscount            | SP-LVB         | Около Аэропорта имени Фридерика Шопена                   | 33/33   | Упал около аэропорта из-за потери скорости и сваливания самолёта. Причина потери скорости не была установлена. |
| 20.08.1965 | Vickers Viscount            | SP-LVA         | Жеук                                                     | 4/4     | Упал по неизвестной причине. Возможно самолёт попал в дождевую зону или турбулентность. |
| 02.04.1969 | Ан-24Б                      | SP-LTF         | Бабья гора, близ Завои                                   | 53/53   | Пилоты отклонились от линии пути по неизвестной причине, но продолжали выполнять команды диспетчера, не зная где они находятся. В итоге самолёт врезался в гору.                                                                                                  |
| 13.05.1977 | Ан-12БП                     | SP-LZA         | Около Бейрута (Ливан)                                    | 9/9     | Ударился о провода высокого напряжения, деревья и каменные террасы. |
| 14.03.1980 | Ил-62                       | SP-LAA         | Около форта VI (Окенче),Варшавской крепости, Варшава     | 87/87   | Отказ сигнализации шасси и последующий взрыв двигателя №2. После этого три из четырёх двигателей, Руль направления и Руль высоты также отказали. Самолёт упал на замёрзший ров у форта VI. Среди погибших была популярная польская певица и сборная США по боксу. |
| 26.03.1981 | Ан-24В                      | SP-LTU         | Аэропорт города Слупск                                   | 1/52    | При посадке ударился о дерево. Несмотря на последующий пожар, все люди, кроме одного благополучно эвакуировались. |
| 09.05.1987 | Ил-62М                      | SP-LBG         | Кабацкий лес, в 6 км от Аэропорта имени Фридерика Шопена | 183/183 | Декомпрессия и пожар левых двигателей. Полный отказ систем управления, шасси и насосов, сливающих топливо. Хвостовая часть самолёта полностью загорелась, и он рухнул на землю. Это крупнейшая авиакатастрофа в истории Польши и с участием самолёта Ил-62        |
| 02.11.1988 | Ан-24В                      | SP-LTD         | Около Жешува                                             | 1/29    | Отказ двигателя. Экипаж попытался совершить аварийную посадку, но самолёт врезался в кювет и загорелся. Несмотря на это, все люди на борту, кроме одного благополучно эвакуировались.                                                                             |
| 01.11.2011 | Boeing 767                  | SP-LPC         | Аэропорта Варшава                                        | 0/231   | Отказ гидравлики из-за технической неисправности. Во время посадки не выпустились шасси, экипаж совершил жёсткую посадку «на брюхо». Никто из находившихся на его борту 231 человека не пострадал.                                                                |